# Placówka Straży Celnej „Szybene Klauza”

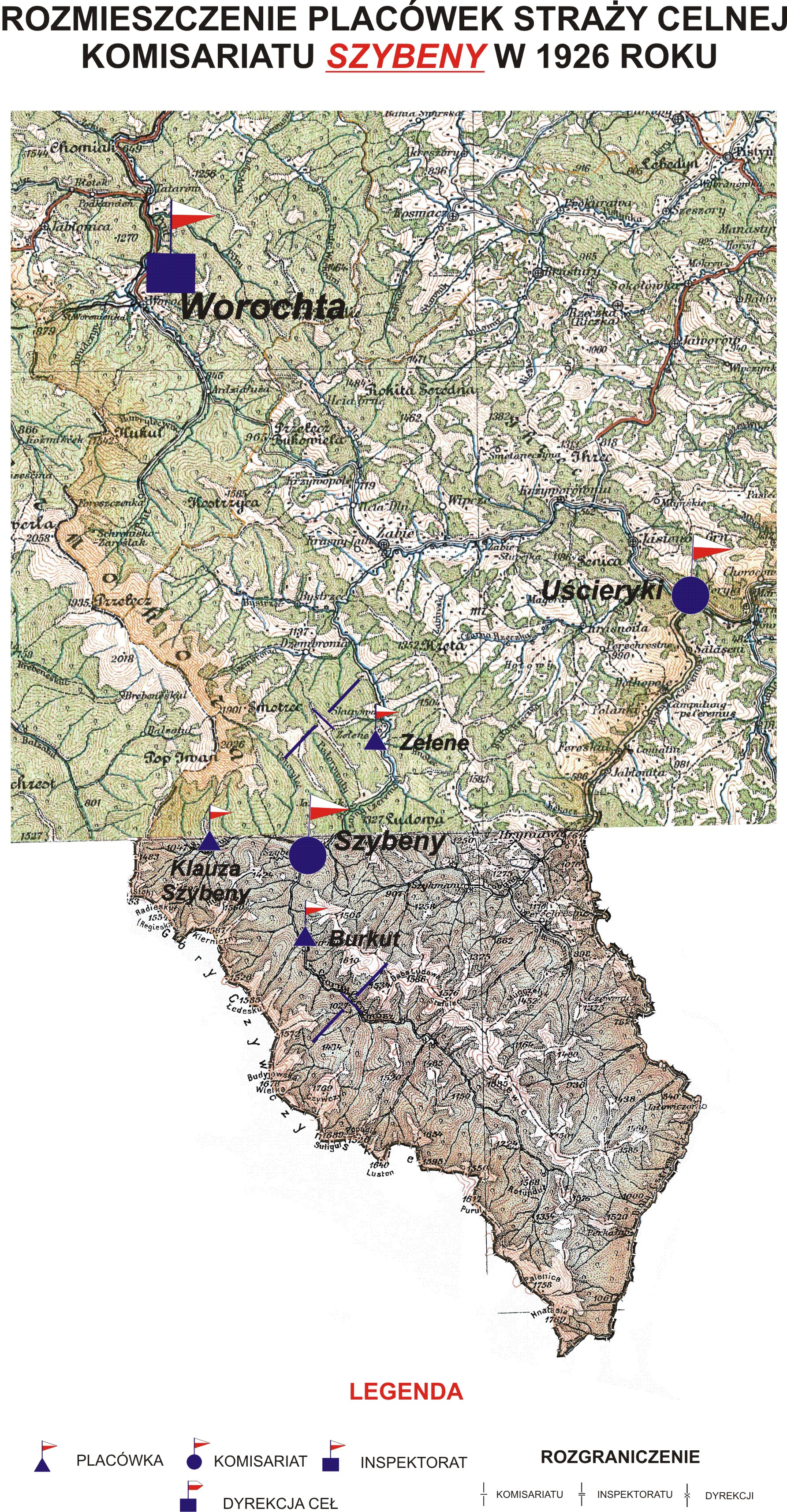
Rozmieszczenie placówek SC komisariatu Szybeny w 1926 r.

Placówka Straży Celnej „Szybene Klauza” – jednostka organizacyjna Straży Celnej pełniąca w okresie międzywojennym służbę ochronną na granicy polsko-rumuńskiej.

## Formowanie i zmiany organizacyjne
Na wniosek Ministerstwa Skarbu, uchwałą z 10 marca 1920 roku, powołano do życia Straż Celną. Od połowy 1921 roku jednostki Straży Celnej rozpoczęły przejmowanie odcinków granicy od pododdziałów Batalionów Celnych. Proces tworzenia Straży Celnej trwał do końca 1922 roku. Placówka Straży Celnej „Szybene Klauza” weszła w podporządkowanie komisariatu Straży Celnej „Szybeny” z Inspektoratu SC „Worochta”.
W drugiej połowie 1927 roku przystąpiono do gruntownej reorganizacji Straży Celnej. W praktyce skutkowało to rozwiązaniem tej formacji granicznej. Ochronę północnej, zachodniej i południowej granicy państwa przejęła powołana z dniem 2 kwietnia 1928 roku Straż Graniczna.
Rozkazem nr 5 z 16 maja 1928 roku w sprawie organizacji Małopolskiego Inspektoratu Okręgowego dowódca Straży Granicznej gen. bryg. Stefan Pasławski powołał komisariat Straży Granicznej „Żabie”. Placówka Straży Granicznej I linii „Szybeny” znalazła się w jego strukturze.

## Funkcjonariusze placówki
Kierownicy placówki
| stopień    | imię i nazwisko, numer      | okres pełnienia służby | kolejne stanowisko |
| ---------- | --------------------------- | ---------------------- | ------------------ |
| przodownik | Aleksander Dąbkowski (2261) | był w 1926             |                    |

Obsada personalna placówki w 1926:
- przodownik Aleksander Dąbkowski (2261)
- strażnik Leon Kunik (654)
- strażnik Stanisław Pluciński (2197)
- strażnik Józef Woźny (711)
- strażnik Michał Rybarczyk (706)
- strażnik Antoni Wejrauch (2263)
- strażnik Julian Mazurek (2247)